# 768.
◄ | 7. stoljeće | 8. stoljeće | 9. stoljeće | ►
◄ | 730-ih | 740-ih | 750-ih | 760-ih | 770-ih | 780-ih | 790-ih | ►
◄◄ | ◄ | 765. | 766. | 767. | 768. | 769. | 770. | 771. | ► | ►►
Astronomija • Književnost • Kršćanstvo • Pravo • Promet

## Smrti
- 24. rujna – Pipin Mali, franački kralj, otac Karla Velikog (* 714.)

## Vanjske poveznice
|  | Zajednički poslužitelj ima još gradiva o temi 768. |